# Obóz pracy przymusowej w Siczkach
Obóz pracy przymusowej w Siczki (niem. Zwangsarbeitslager für Juden Siczki) – obóz pracy przymusowej w Siczkach na terenie Generalnego Gubernatorstwa.
Istniał od czerwca 1941 do grudnia 1942. Był przeznaczony dla osób narodowości żydowskiej.
Nieopodal tego obozu znajdował się również obóz szkoleniowy Lager Jedlnia.